# Association sportive des clubs de Bouaké
Ne doit pas être confondu avec Alliance Bouaké.
L'ASC Bouaké est un club omnisports de la ville de Bouaké, située au centre de la Côte d'Ivoire. Le club est notamment connu pour sa section féminine de handball et sa section masculine de football.

## Football

### Histoire
Le club évolue pendant de nombreuses années en MTN Ligue 1. En 2008, le club évolue en Championnat de division régionale, équivalent d'une « 4e division ». 
L'équipe dispute ses matches au Stade de Bouaké d'une capacité de 25 000 à 35 000 places.

### Palmarès
- Coupe de Côte d'Ivoire (1)
  - Vainqueur : 1987
  - Finaliste : 1993, 2001

## Handball

### Histoire
Enseignant d'éducation sportive et physique à Bouaké entre 1962 et 1987, Michel Baldino a lancé la Côte d'Ivoire vers des sommets en remportant notamment trois Coupe d'Afrique des clubs champions de 1981 à 1984 avec l'ASC Bouaké et conduisant les Ivoiriennes aux victoires lors de la CAN 1987 et des Jeux africains de 1987.
L'autre personnalité clé du club est Roger Abinader, riche investisseur libanais arrivé en Côte d’Ivoire dans les années 1950 et qui a financé de nombreux clubs sportifs pendant plusieurs décennies. C’est lui qui fournit les équipements et finance les trajets de l’équipe, mais aussi les tenues de gala des joueuses de l'ASC Bouaké vainqueur de la Coupe des clubs champions 1984.
Parmi les joueuses de cette époque, on trouve notamment Kandia Camara, future ministre, Namama Fadiga, future directrice exécutive de la Confédération africaine de handball, ou encore Mariam Koné, future directrice générale de l’Office National des Sports avec notamment la charge de l’organisation de la CAN 2023 de football.

### Palmarès
- Coupe d'Afrique des clubs champions (3)
  - Vainqueur : 1981, 1983, 1984
  - Finaliste :  1982
  - Troisième :  1985
- Championnat de Côte d'Ivoire (?)